# Albert Philipsen
Albert Withen Philipsen (Holte, 3 de septiembre de 2006) es un deportista danés que compite en ciclismo en las modalidades de montaña, en la disciplina de campo a través, y ruta. Ganó una medalla de bronce en el Campeonato Mundial de Ciclismo de Montaña de 2023, en la prueba por relevos.

## Medallero internacional
| Campeonato Mundial | Campeonato Mundial    | Campeonato Mundial | Campeonato Mundial         |
| Año                | Lugar                 | Medalla            | Competición                |
| ------------------ | --------------------- | ------------------ | -------------------------- |
| 2023               | Glasgow (Reino Unido) | Medalla de bronce  | Campo a través por relevos |

## Palmarés

### Ruta
2025
- París-Roubaix sub-23